# Sarnia mexicana
Sarnia mexicana is een slakkensoort uit de familie van de Ellobiidae. De wetenschappelijke naam van de soort is voor het eerst geldig gepubliceerd in 1964 door Berry.